# Phaonia vulgaris
Phaonia vulgaris är en tvåvingeart som beskrevs av Shinonaga et Kano 1971. Phaonia vulgaris ingår i släktet Phaonia och familjen husflugor. Inga underarter finns listade i Catalogue of Life.